# Єлдино (Звонська волость)
Єлдино (рос. Елдино) — присілок в Опочецькому районі Псковської області Російської Федерації.
Населення становить 20 осіб. Входить до складу муніципального утворення Глубоковська волость.

## Історія
Від 2015 року входить до складу муніципального утворення Глубоковська волость.

## Населення
| 2001 | 2002 | 2010 | 2013 | 2014 | 2015 | 2016 |
| ---- | ---- | ---- | ---- | ---- | ---- | ---- |
| 18   | ↗20  | ↘11  | ↗18  | →18  | ↗19  | ↗20  |